# Enicospilus daulus
Enicospilus daulus là một loài tò vò trong họ Ichneumonidae.